# Congo Premier League
Congo Premier League är Kongo-Brazzavilles högsta division i fotboll för herrar. Serien innehåller 14 lag som spelar två matcher mot alla andra lag i ligan under en säsong. Det spelas en match hemma och en match borta mot ett lag. Det mest framgångsrika laget i ligan är Étoile du Congo från Brazzaville som vunnit elva titlar.

## Deltagande lag 2021
Följande 14 klubbar deltog i ligan för säsongen 2021.
| Klubb                      | Stad         | Placering 2021 |
| -------------------------- | ------------ | -------------- |
| CARA Brazzaville           | Brazzaville  | 5              |
| AS Cheminots               | Pointe-Noire | 13             |
| CSMD Diables Noirs         | Brazzaville  | 2              |
| Étoile du Congo            | Brazzaville  | 6              |
| Inter Club Brazzaville     | Brazzaville  | 9              |
| AS Kondzo                  | Brazzaville  | 7              |
| AC Léopards                | Dolisie      | 4              |
| FC Nathaly's               | Pointe-Noire | 10             |
| Nico-Nicoyé                | Pointe-Noire | 11             |
| AS Otohô                   | Oyo          | 1              |
| Patronage Sainte-Anne      | Brazzaville  | 8              |
| Racing Club de Brazzaville | Brazzaville  | 14             |
| JS Talangaï                | Brazzaville  | 3              |
| Vita Club Mokanda          | Pointe-Noire | 12             |

## Lista över ligavinnare
| Säsong    | Lag                       |
| --------- | ------------------------- |
| 1961      | CSMD Diables Noirs        |
| 1962–1966 | Ingen liga.               |
| 1967      | Étoile du Congo           |
| 1968      | Patronage Sainte-Anne     |
| 1969      | CARA Brazzaville          |
| 1970/1971 | Victoria Club Mokanda     |
| 1972      | Ingen liga.               |
| 1973      | CARA Brazzaville          |
| 1974      | Ingen liga.               |
| 1975      | CARA Brazzaville          |
| 1976      | CSMD Diables Noirs        |
| 1977/1978 | Étoile du Congo           |
| 1979      | Étoile du Congo           |
| 1980      | Étoile du Congo           |
| 1981/1982 | CARA Brazzaville          |
| 1982/1983 | Kotoko MFOA               |
| 1983      | Étoile du Congo           |
| 1984      | CARA Brazzaville          |
| 1985      | Étoile du Congo           |
| 1986      | Patronage Sainte-Anne     |
| 1987      | Étoile du Congo           |
| 1988      | Inter Club Brazzaville    |
| 1989      | Étoile du Congo           |
| 1990      | Inter Club Brazzaville    |
| 1991      | CSMD Diables Noirs        |
| 1992–1993 | Ingen liga.               |
| 1994      | Ligan avbruten.           |
| 1995      | AS Cheminots              |
| 1996      | Munisport de Pointe-Noire |
| 1997      | Munisport de Pointe-Noire |
| 1998      | Vita Club Mokanda         |
| 1999      | Ingen liga.               |
| 2000      | Étoile du Congo           |
| 2001      | Étoile du Congo           |
| 2002      | AS Police                 |
| 2003      | Saint Michel d'Ouenzé     |
| 2004      | CSMD Diables Noirs        |
| 2005      | AS Police                 |
| 2006      | Étoile du Congo           |
| 2007      | CSMD Diables Noirs        |
| 2008      | CARA Brazzaville          |
| 2009      | CSMD Diables Noirs        |
| 2010      | Saint Michel d'Ouenzé     |
| 2011      | CSMD Diables Noirs        |
| 2012      | AC Léopards               |
| 2013      | AC Léopards               |
| 2014      | Ligan avbruten.           |
| 2015      | Ligan avbruten.           |
| 2016      | AC Léopards               |
| 2017      | AC Léopards               |
| 2018      | AS Otohô                  |
| 2018/2019 | AS Otohô                  |
| 2019/2020 | AS Otohô                  |
| 2021      | AS Otohô                  |

## Klubbar efter antal ligatitlar
| Antal titlar | Lag                       | År                                                                    |
| ------------ | ------------------------- | --------------------------------------------------------------------- |
| 11           | Étoile du Congo           | 1967, 1977/1978, 1979, 1980, 1983, 1985, 1987, 1989, 2000, 2001, 2006 |
| 7            | CSMD Diables Noirs        | 1961, 1976, 1991, 2004, 2007, 2009, 2011                              |
| 6            | CARA Brazzaville          | 1969, 1973, 1975, 1981/1982, 1984, 2008                               |
| 4            | AS Otohô                  | 2018, 2018/2019, 2019/2020, 2021                                      |
| 4            | AC Léopards               | 2012, 2013, 2016, 2017                                                |
| 2            | Saint Michel d'Ouenzé     | 2003, 2010                                                            |
| 2            | AS Police                 | 2002, 2005                                                            |
| 2            | Vita Club Mokanda         | 1970/1971, 1998                                                       |
| 2            | Munisport de Pointe-Noire | 1996, 1997                                                            |
| 2            | Inter Club Brazzaville    | 1988, 1990                                                            |
| 2            | Patronage Sainte-Anne     | 1968, 1986                                                            |
| 1            | AS Cheminots              | 1995                                                                  |
| 1            | Kotoko MFOA               | 1982/1983                                                             |